# Perry Clark
Perry Clark (Washington, 4 dicembre 1951) è un allenatore di pallacanestro statunitense.

## Palmarès
- Henry Iba Award (1992)